# Апорректода Хандлирши
Апорректода Хандлирши (лат. Aporrectodea handlirschi) — малощетинковый кольчатый червь из семейства люмбрицовых. Включен в Красную книгу РФ c категорией «1 — Находящиеся под угрозой исчезновения». Включен в Красную книгу Краснодарского края.
Длина тела червей данного вида — от 5 до 10 см, ширина — 0,5 см. Окраска в предпоясковой части тела коричневая. Число сегментов — 114—136. Щетинки сильно сближены попарно.
Глобальный ареал: Альпы, Карпаты, полуостров Крым, Малая Азия. В России вид обитает в Краснодарском крае и Крыму. Был обнаружен на территории Новороссийска и Геленджика, а также в верховьях реки Белой.
Специальный мониторинг численности не ведётся. Максимальная численность была отмечена в лесах из сосны пицундской на известково-сланцевых склонах. Места обитания вида подвергаются значительному антропогенному воздействию.